# British Ornithologists' Union
La British Ornithologists' Union (BOU) té com a objectiu fomentar l'estudi de les aus ("ornitologia") dins la Gran Bretanya, Europa i arreu del món, per tal d'entendre la seva biologia i ajudar la seva conservació. La BOU va ser fundada el 1858 per Alfred Newton, Henry Forner Tristram i altres científics. La seva revista trimestral, Ibis, s'ha publicat des de 1859.
El Records Committee (BOURC) és un comitè de la BOU establert per mantenir la Llista Britànica, la llista oficial d'aus registrades a la Gran Bretanya.
BOU té la seu a Peterborough i és una organització benèfica registrada a la Gran Bretanya, Gal·les i Escòcia.

## Objectius i activitats
- Publica Ibis com a revista internacional capdavantera de la cièntica ornitològica.
- Organitza un programa de reunions i conferències.
- Atorga beques i ajudes per la recerca ornitològica.
- Estimula l'enllaç entre els que participen activament en la investigació ornitològica.
- Proporciona un òrgan representatiu entre els que participen activament en la comunitat científica capaç de proporcionar informació ornitològica i assessorament als governs i altres responsables polítics.
- Manté i publica la llista oficial d'aus registrades a la Gran Bretanya – La Llista britànica.

## Records Committee
El British Ornithologist's Union Records Committee (BOURC) és el comitè encarregat de registrar oficialment el registre reconegut d'aus de la Gran Bretanya. Manté una llista d'aus del seu país. La seva recerca i plantejaments es publiquen a Ibis, l'òrgan oficial de l'organització British Ornithologist's Union (BOU). De tant en tant, BOURC revisa els registres que ha acceptat amb anterioritat, per assegurar que són acceptables en la llum d'un millor coneixement d'una espècie en qüestió.
BOURC compta amb un president, un secretari i un nombre de membres amb dret a vot. Anteriorment tenia un subcomitè taxonomic, creat per assessorat en assumptes de taxonomia, però es va anunciar la seva dissolució el 6 de novembre de 2015. El BOU contempla contempla confiar per complet en una de les taxonomies aviàries globals disponibles per tal d'adoptar un sistema únic per a totes les seves activitats.

### Comitè i informes taxonòmics
El Comitè publica un informe anual a Ibis (la revista internacional del BOU de ciència oritològica). Tots els informes poden ser accedits via les British List pages de la web de BOU.
Anteriorment, el Subcomitè taxonòmic també preparava informes regularment dins Ibis, i aquests també s'hi pot accedir a través de les British List pages de la pàgina web de BOU.

### El Druridge Bay curlew
Després d'un examen detallat per part del British Birds Rarities Committee per la controvèrsia per la identificació d'un siglot vist a Badia de Durirge a Northumberland el 1998, el qual va arribar a la conclusió que era, com s'havia cregut per part de molts observador, un polit becfi, aquesta identificació va ser acceptada per BOURC, donant lloc a la incorporació d'aquesta espècie a la Llista britànica.

## Premis i conferències
S'han atorgat les següents:
- Godman-Salvin Medal
- Union Medal
- Alfred Newton Lecture

## Membres d'honor
El següent han estat escollit membres d'honor a l'estranger:
- Peter Berthold (Germany)
- Jacques Blondel (France)
- Urs N. Glutz von Blotzheim (Switzerland)
- Soekarja Somadikarta (Indonesia)
- Joe Sultana (Malta)
- Staffan Ulfstrand (Sweden)